# Super Bowl XXIII

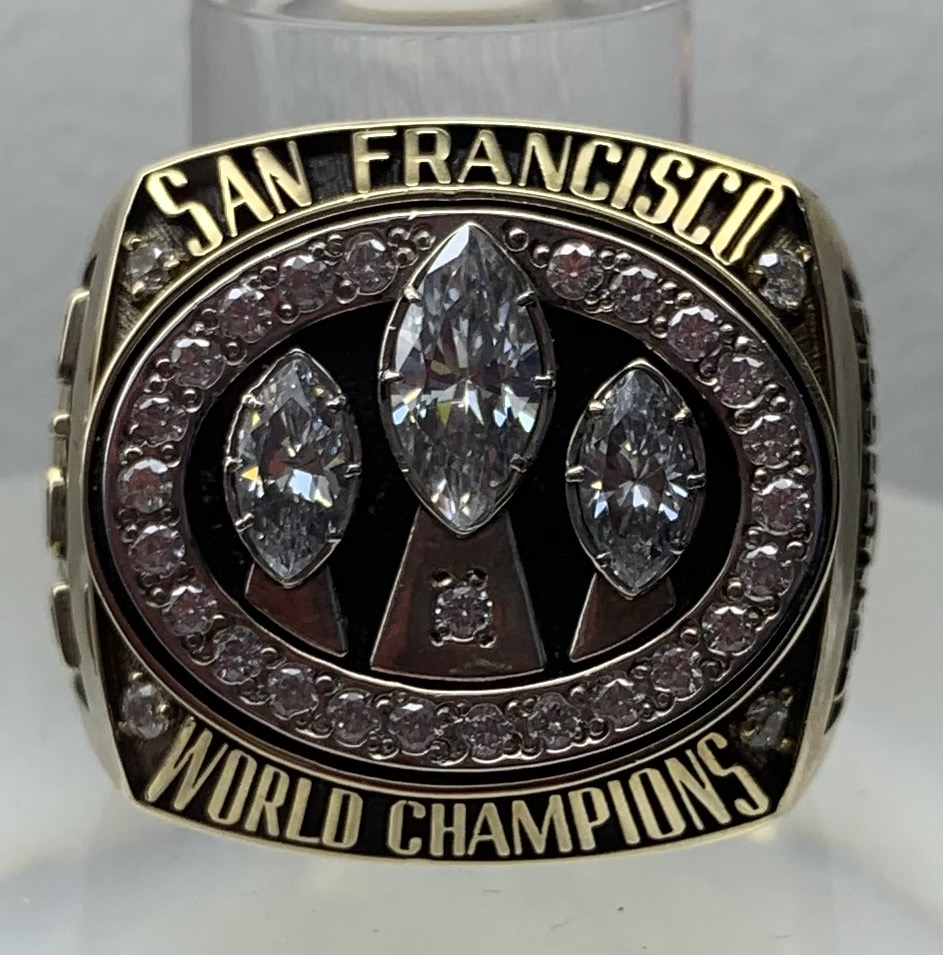
Anel comemorativo do título do Super Bowl XXIII dado aos vencedores

O Super Bowl XXIII foi a partida que decidiu a temporada de 1988 da NFL, realizada no Joe Robbie Stadium, em Miami, Flórida, no dia 22 de janeiro de 1989. Na decisão, o San Francisco 49ers, representante da NFC, bateu o Cincinnati Bengals, representante da AFC, por 20 a 16, garantindo o terceiro Super Bowl na história da franquia. Foi a segunda final decidida entre as equipes; o outro foi o Super Bowl XVI. Essa edição foi, ainda, a última disputada no penúltimo domingo de janeiro; De 1990 a 2001, o jogo foi disputado no último domingo de janeiro e, desde 2002, no primeiro domingo de fevereiro (com exceção do Super Bowl XXXVII, que foi jogado em 26 de janeiro de 2003). O MVP da partida foi o wide receiver do time vencedor, Jerry Rice.
Este foi o segundo confronto entre esses dois times num Super Bowl, com o primeiro acontecendo cerca de sete anos antes. O jogo também foi a terceira reencontre entre times do Super Bowl após as edições XIII e XVII. Esta foi a segunda aparição dos Bengals no Super Bowl após terminar a temporada regular com doze vitórias e quatro derrotas. Os 49ers estavam na sua terceira aparição no Super Bowl após fechar o ano com dez vitórias e seis derrotas.
A partida é melhor lembrada pelo drive final dos 49ers para vencer o jogo no quarto período. Perdendo por 16 a 13, San Francisco recebeu a bola na sua linha de oito jardas faltando 3:10 minutos no relógio e então marcharam 92 jardas em menos de três minutos. Eles então marcaram o touchdown da vitória num passe de Joe Montana para John Taylor faltando 34 segundos no relógio para o fim do jogo. No geral, a partida foi disputada durante todos os sessenta minutos. Ambos os times combinaram para cinco field goals, sendo que no final do segundo quarto o placar estava 3 a 3, a primeira vez que uma partida do Super Bowl chegou ao intervalo empatada. O único touchdown de Cincinnati, um retorno de kickoff de 93 jardas por Stanford Jennings no terceiro quarto, foi respondido rapidamente por um drive de 85 jardas e quatro jogadas que terminou num touchdown de 14 jardas pelo recebedor de San Francisco Jerry Rice. Este touchdown veio após o cornerback Lewis Billups dos Bengals deixar uma possível interceptação (que podia potencialmente decidir o jogo) escapar por suas mãos na end zone. Rice, que foi nomeado como o MVP do Super Bowl, fez onze recepções para um recorde de 215 jardas recebidas e um touchdown, sendo que ele também correu uma vez para cinco jardas.

## Pontuações
1º Quarto
- SF -  FG: Mike Cofer, 41 jardas 3-0 SF

2º Quarto
- CIN - FG: Jim Breech, 34 jardas 3-3 empate

3º Quarto
- CIN - FG: Jim Breech, 43 jardas 6-3 CIN
- SF -  FG: Mike Cofer, 32 jardas 6-6 empate
- CIN - TD: Stanford Jennings, retorno de kickoff de 93 jardas (ponto extra: chute de Jim Breech) 13-6 CIN

4º Quarto
- SF -  TD: Jerry Rice, passe de 14 jardas de Joe Montana (ponto extra: chute de Mike Cofer) 13-13 empate
- CIN - FG: Jim Breech, 40 jardas 16-13 CIN
- SF -  TD: John Taylor, passe de 10 jardas de Joe Montana (ponto extra: chute de Mike Cofer) 20-16 SF